# Volk ohne Raum
Volk ohne Raum ([fɔlk ˈoːnə ʁaʊ̯m] en español: 'pueblo sin espacio') fue un eslogan político utilizado en la República de Weimar y la Alemania nazi. El término fue acuñado por el escritor nacionalista Hans Grimm con su novela Volk ohne Raum (1926). La novela inmediatamente atrajo mucha atención y vendió cerca de 700.000 copias.

## Uso
El lema se utilizó en un contexto político para sugerir que debido al Tratado de Versalles que privó a Alemania de su imperio colonial, los alemanes se habían convertido en un pueblo sin espacio vital (Lebensraum), que luchaba contra la pobreza, la miseria, el hambre y la superpoblación. Estrechamente vinculada a esta idea estaba la afirmación de que la tierra se dividió injustamente entre las grandes potencias, dejando a los alemanes con poca tierra en comparación con las naciones europeas menos pobladas.
El uso más conocido del lema es por parte del nazismo. En la propaganda nazi, el eslogan se usó repetidamente para al menos justificar o legitimar la conquista alemana de Polonia y la Unión Soviética y para la expansión territorial masiva en Europa Oriental para asegurar que la raza aria germánica o Herrenvolk gobernara sobre polacos y rusos que los nazis los consideraban "no arios" y subhumanos. Los eslavos debían ser limpiados étnicamente y exterminados, y sus territorios ocupados por alemanes. Desde los primeros días del partido nazi, la noción de que los alemanes eran personas sin espacio vital y tenían derecho a expandirse fue generalizada entre los nacionalistas alemanes y las organizaciones de derechas. El 24 de febrero de 1920, Hitler proclamó el programa del partido y uno de los 25 puntos del Programa Nacionalsocialista declaró: "Exigimos tierra y territorio (colonias) para el sustento de nuestro pueblo, y colonización para nuestro excedente de población". Para justificar su Drang nach Osten (marcha hacia el Este), los nazis enmendaron el lema de Volk ohne Raum declarando las vastas tierras escasamente pobladas de Rusia como Raum ohne Volk (un espacio sin gente) que había para ser conquistada por Alemania, la "nación sin espacio".
Hay una referencia a este lema en los "Cuadernos negros" de Martin Heidegger:
"«Espacio y tiempo» es un juego de palabras habitual desde hace mucho tiempo y que, por culpa de Kant y de la ciencia, ya solo se refiere a un esquema neutro de formas.
Pero «pueblo sin espacio», y sus más únicos sin tiempo.
¿Qué significa ahí «espacio»?
¿Qué significa ahí «tiempo»? Origen del [signo desconocido]. ¿Es eso también el espacio, en cuanto que el tiempo para un «pueblo»?
Espacio y tiempo no son una yuxtaposición que «haya» así, sino la irrupción y el despuntamiento de un ser que hay que obtener luchando." 